# Maria Rouvel
Maria Rouvel (* 15. Dezember 1914 in Kattowitz; † 20. Oktober 2005 in Berlin) war eine deutsche Schauspielerin.

## Leben
Maria Rouvel erhielt ihre künstlerische Ausbildung an der Schauspielschule des Deutschen Theaters Berlin. Ihr erstes Engagement hatte sie von 1935 bis 1942 am Theater Chemnitz, wo sie auch in einer Gastrolle von 1948 bis 1949 wirkte. Nach dem Zweiten Weltkrieg zog es sie nach Berlin, wo sie außer am Theater auch in vielen Filmen der DEFA und des Fernsehens mitspielte.
Maria Rouvel war mit dem Schauspieler und Theaterregisseur Gustav Wehrle (1900–1964) verheiratet, mit dem sie auch häufig gemeinsam auf der Bühne stand.

## Filmografie
- 1948: Grube Morgenrot
- 1949: Quartett zu fünft
- 1952: Frauenschicksale
- 1953: Die Störenfriede
- 1960: Fahrt ins Blaue
- 1960: Fernsehpitaval: Der Fall Haarmann (Fernsehreihe)
- 1961: Gewissen in Aufruhr (Fernsehfilm, 5 Teile)
- 1962: Die Nacht an der Autobahn (Fernsehfilm)
- 1965: Berlin um die Ecke
- 1966: Das Tal der sieben Monde
- 1967: Der Staatsanwalt hat das Wort: Busliesel (Fernsehreihe)
- 1967: Die gefrorenen Blitze
- 1968: Der Staatsanwalt hat das Wort: Störende Geräusche
- 1968: Der Mord, der nie verjährt
- 1969: Der Staatsanwalt hat das Wort: Die Geschichte der Rosemarie E.
- 1970: Junge Frau von 1914 (Fernsehfilm, 2 Teile)
- 1971: Kennen Sie Urban?
- 1971: Anlauf (Fernsehfilm)
- 1971: Zeit der Störche
- 1972: Polizeiruf 110: Verbrannte Spur (Fernsehreihe)
- 1972: Florentiner 73 (Fernsehfilm)
- 1973: Das unsichtbare Visier (Fernsehserie, Folge 1 bis 3)
- 1974: Neues aus der Florentiner 73 (Fernsehfilm)
- 1975: Kriminalfälle ohne Beispiel: Mord im Märkischen Viertel (Fernsehreihe)
- 1976: Die Leiden des jungen Werthers
- 1977: Der kleine Zauberer und die große Fünf (Synchronstimme)
- 1977: Du und icke und Berlin

## Theater
- 1949: Gotthold Ephraim Lessing: Emilia Galotti (Emilia) – Regie: Rudolf Hammacher (Bühne der Jugend im Titania-Palast Berlin)

## Synchronisation
| Film              | Jahr                    | Rolle            | Darsteller             |
| ----------------- | ----------------------- | ---------------- | ---------------------- |
| Die Grille        | 1955                    | Olga Iwanowa     | Ljudmila Zjelikowskaja |
| Der Weg nach oben | 1959 (1963 DDR-Synchro) | Elspeth          | Hermione Baddeley      |
| Flegelalter       | 1965                    | Madame Francoise | Paulette Dubost        |